# بروکفیلد پراپرتی پارتنرز
بروکفیلد پراپرتی پارتنرز (انگلیسی: Brookfield Property Partners) شرکت املاک و مستغلات آمریکایی است، که در سال ۲۰۱۳ توسط شرکت مدیریت دارایی بروکفیلد تأسیس شد.